# Zootopia 2
Zootopia 2 (Zootrópolis 2 en España) es una próxima película animada estadounidense de comedia-aventuras producida por Walt Disney Animation Studios y distribuida por Walt Disney Pictures. La película es la secuela de Zootopia (2016), y la segunda entrega de la franquicia de Zootopia. Está escrita y dirigida por Jared Bush y producida por Yvett Merino.Está protagonizada por Ginnifer Goodwin y Jason Bateman repitiendo sus respectivos papeles como Judy Hopps y Nick Wilde de la primera película, junto a Ke Huy Quan y Fortune Feimster.
El estreno de Zootopia 2 está programado para el 26 de noviembre de 2025 en los Estados Unidos.

## Premisa
Nick y Judy deben perseguir a una serpiente fugitiva llamada Gary. Sin embargo, obstáculos inesperados les esperan en su misión.

## Reparto de voces
- Ginnifer Goodwin como Judy Hopps.[2]
- Jason Bateman como Nick Wilde.[3]
- Ke Huy Quan como Gary, es una serpiente perseguida por Nick y Judy.[4]
- Fortune Feimster como Nibbles, es una castor que vive en Marsh Market que ayuda a Nick y Judy.[3][5]
- Quinta Brunson como la Dra. Fuzzby, una quokka que es la terapeuta compañera de Judy y Nick[6]
- Jean Reno como Bushron, un policía cabra[7]
- Nate Torrence como Benjamin Clawhauser[8]
- Maurice LaMarche como Mr. Big[7]
- Leah Latham como Fru Fru[9]
- Raymond S. Persi como Flash[9]
- Bonnie Hunt como Bonnie Hopps[9]
- Don Lake como Stu Hopps[9]
- Jenny Slate como Dawn Bellwether[9]
- Alan Tudyk como Duke Weaselton[9]
- Shakira como Gazelle[10]
- Tommy Chong como Yax[9]
- Mark Rhino Smith como Agente McHorn[9]
- Josh Dallas como Cerdo Frenético[9]

## Producción

### Desarrollo
En junio de 2016, los directores Byron Howard y Rich Moore estaban en conversaciones sobre la posibilidad de una secuela de Zootopia.En febrero de 2023, durante la llamada de ganancias del primer trimestre, el CEO de Disney, Bob Iger, confirmó que la secuela estaba en desarrollo.Más tarde ese día, el guionista Jared Bush confirmó que estaba trabajando en la película.Ginnifer Goodwin, que da voz a Judy Hopps, le dijo a CinemaBlend que le gustaría ver un cambio de roles entre Judy y Nick en la secuela. «Me gustaría ver que Nick tiene que ser el que convenza a Judy de que vale la pena luchar por el mundo». Jason Bateman, que da voz a Nick Wilde, también le contó a CinemaBlend sobre su idea para la secuela. «Los dos [Nick y Judy]. pateando el culo ahí fuera. Limpiando las calles. Somos un par de policías nuevos por ahí. Así que, chicos malos, tengan cuidado», dijo.
En febrero de 2024, Iger anunció que la película se titularía oficialmente Zootopia 2.En abril de 2024, Goodwin confirmó en su cuenta de Instagram que comenzó a grabar sus líneas para Judy, revelando que la película está en producción.En la D23 Expo en agosto de 2024, se anunció que Zootopia 2 contaría con reptiles, y se anunció que Ke Huy Quan interpretaría a Gary, una serpiente perseguida por Nick y Judy.También se mostraron imágenes de una secuencia en la que Nick y Judy buscan a Gary en Marsh Market.Al día siguiente, Bush reveló en su cuenta X que Fortune Feimster se unió al elenco para dar voz a un castor llamado Nibbles.El mismo mes, se reveló que Bush era el escritor y único director de la secuela, y se reveló que Yvett Merino era el productor.

## Lanzamiento
El estreno de Zootopia 2 está programado para el 26 de noviembre de 2025 en los Estados Unidos.